# Daniel Framberger
Daniel Framberger (* 27. Mai 1990) ist ein deutscher Fußballspieler auf der Position eines Mittelfeldspielers. Seit Sommer 2018 spielt er beim VfL Ecknach mit Spielbetrieb in der siebentklassigen Bezirksliga Schwaben Nord und tritt seitdem auch als Fußballtrainer der Mannschaft in Erscheinung.
Sein jüngerer Bruder Raphael schaffte ebenfalls den Sprung in den Profifußballspiel und tritt dabei für den FC Augsburg in Erscheinung.

## Karriere

### Karrierebeginn beim FC Augsburg
Seine aktive Karriere als Fußballspieler begann Framberger als Neunjähriger, als er in den Nachwuchs des größten Fußballvereines in Bayerisch-Schwaben, dem FC Augsburg, aufgenommen wurde. Dabei durchlief er sämtliche Jugendspielklassen und wurde schließlich in fortgeschrittenem Alter in die zweite Mannschaft des FC Augsburg geholt. Bis zuletzt spielte er für das Team in der Landesliga Süd, einer Staffel der sechstklassigen Fußball-Landesliga Bayern und avancierte dort rasch zu einem Stammspieler. Nach einiger Zeit im U-23-Team schaffte Framberger den Sprung in den Profikader des FC Augsburg und wurde aufgrund seiner Leistungen von Jos Luhukay in der Saison 2009/10 erstmals im Profibereich eingesetzt.
Von 2006 bis 2010 besuchte Framberger die Fachakademie für Sozialpädagogik Dillingen. Wegen seiner Profikarriere verschob er das noch abzuleistende Berufspraktikum auf spätere Zeit.

### Profidebüt in der Saison 2009/10
Dabei gab er sein Debüt am 9. Mai 2010, als er beim letzten Saisonspiel auswärts vor über 50.000 Zuschauern beim 1:1-Remis gegen den 1. FC Kaiserslautern, der danach in die Bundesliga aufstieg, eingesetzt wurde. Im Spiel wurde er in der 82. Spielminute für den Deutsch-Kameruner Marcel Ndjeng eingewechselt; nur neun Minuten zuvor gab mit Benjamin Woltmann ein weiterer Nachwuchsspieler des FC Augsburg sein Profidebüt. Nachdem er bereits in der 2009/10 in einigen Freundschaftsspielen des Profiteams zum Einsatz gekommen war, absolvierte er auch in der Spielzeit 2010/11 und in der Vorbereitung zu dieser insgesamt zehn Freundschaftsspiele für seine Mannschaft. Dabei erzielte er unter anderem bei einem 4:0-Erfolg über den deutschen Drittligisten SSV Jahn Regensburg einen Treffer für Bayerisch-Schwaben. Am 14. September 2010 brach sich Framberger bei einem Spiel der Amateurmannschaft der Augsburger gegen den BCF Wolfratshausen bei einem schweren Foul das Wadenbein und fiel so für die gesamte Hinrunde der Spielzeit 2010/11 aus.

### Weitere Karriere im Amateurfußball
Am 29. Mai 2011 wurde bekannt, dass Framberger zur Saison 2011/12 zum TSV Neusäß in die Bezirksliga wechseln wird. Bei den Amateuren der Augsburger war er davor in insgesamt 39 Ligapartien im Einsatz gewesen und hatte dabei sieben Tore beigesteuert. Sein Profidebüt blieb gleichzeitig das einzige Spiel in einer Profiliga. In der Bezirksliga Schwaben Nord kam Framberger daraufhin in besagter Spielzeit auf 15 Tore in 29 Meisterschaftsspielen und beendete die Saison mit dem Team auf dem ersten Tabellenrang. Gleichzeitig war er der mannschaftsinterne Torschützenkönig und rangierte auf der ligaweiten Torschützenliste auf Rang 8. Auch in der nachfolgenden Saison 2012/13 verblieb der TSV Neusäß in der Bezirksliga, in die auch Framberger mit der Mannschaft startete, aber bereits nach zwei Ligaspielen einen Vereinswechsel vollzog und stattdessen zum TSV Ottobrunn in die benachbarte Bezirksliga Oberbayern Ost wechselte. Für diesen debütierte er am 26. August 2012 bei einem 3:1-Heimsieg über den FC Töging, wobei er auch ein Tor erzielte, wechselte aber bereits nach fünf absolvierten Meisterschaftsspielen (und zwei Toren) einen Monat später in die Bayernliga Süd zum TSV Gersthofen. Für die Gersthofener debütierte er daraufhin im Frühjahr 2013 und kam bis zum Saisonende auf 13 Ligaeinsätze sowie einen -treffer.
Zur Saison 2013/14 schloss er sich dem Kissinger SC aus der Bezirksliga Schwaben Süd an und kam in seiner ersten Spielzeit beim Klub auf 28 Ligaeinsätze und vier -tore. Mit der von Sören Dreßler trainierten Mannschaft belegte er am Ende den fünften Tabellenplatz. In der darauffolgenden Saison brachte er es immerhin noch auf fünf Tore und einen Assist bei 23 Einsätzen und war mit seinem Team am Ende mit fünf Punkten Rückstand auf Türkspor Augsburg Vizemeister der Bezirksliga. Die Saison 2015/16 absolvierte man daraufhin bereits in der sechstklassigen bayrischen Landesliga Südwest. Framberger hatte das Traineramt von Sören Dreßler, an dessen Seite er bereits davor einige Zeit lang als Trainer arbeitete, übernommen und fungierte, soweit möglich, als Spielertrainer des Kissinger SC; dabei setzte er sich selbst in 15 Ligaspielen ein. Im Endklassement landete die Mannschaft auf dem 13. Platz und konnte gerade noch den Klassenerhalt sichern.
In der nachfolgenden Saison 2016/17 heuerte Framberger beim traditionsreichen TSV Schwaben Augsburg, der zu diesem Zeitpunkt ebenfalls in der bayrischen Landesliga Südwest vertreten war, an. Die Mannschaft, die von Sören Dreßler trainiert wurde, schaffte es in der Endtabelle auf den ersten Tabellenplatz; der Kissinger SC hingegen musste als Letztplatzierter den Weg in die Siebentklassigkeit antreten. Daniel Framberger brachte es in der Spielzeit 2016/17 auf 28 von 32 möglich gewesenen Ligaeinsätze, wobei er auf eine Bilanz von sieben Toren und vier Torvorlagen kam. Unter Dreßler agierte er auch in der Spielzeit 2017/18 als Stammspieler in der Bayernliga Süd, wobei er in 29 Ligapartien auf sechs Treffer, sowie vier Assists kam und dabei im Endklassement mit dem Team auf dem fünften Tabellenplatz rangierte. In dieser Saison fiel er unter anderem am 31. Oktober 2017 bei einem 2:2-Remis gegen den TSV 1865 Dachau unglücklich auf, als er in der 70. Spielminute an der Mittellinie ein schweres Foul an Sebastian Brey beging, mit der roten Karte vom Platz gestellt und danach aufgrund groben Foulspiels für drei Spiele gesperrt wurde.
Nachdem er bereits in der Saison 2015/16 als Spielertrainer beim Kissinger SC in Erscheinung getreten war, wurde er im Februar 2018 zusammen mit dem rund ein Jahr älteren Jan Plesner als neues Trainerduo des VfL Ecknach ab dem Sommer 2018 präsentiert. Beide traten daraufhin auch als Spieler der Ecknacher in Erscheinung, wobei es Framberger 2018/19 auf 14 Ligaeinsätze, einen Treffer und sechs Vorlagen brachte und Plesner, der als Frambergers Co-Trainer fungierte, in 20 Spielen auf ein Tor und zwei Assists kam. Am Ende belegte die Mannschaft mit dem achten Tabellenplatz eine Platzierung im Tabellenmittelfeld. Während Plesner den Verein zum Saisonende verließ, blieb Framberger weiterhin als Spielertrainer beim Verein und kam in der Saison 2019/20 bis zur Winterpause in 17 Ligapartien auf vier Tore, sowie acht Assists und rangierte zu diesem Zeitpunkt mit der Mannschaft in der Tabelle auf dem vierten Platz. Auch bei den Ecknachern wurde Framberger für mehrere Spiele gesperrt, nachdem er sich im September 2018 in der Schlussphase eines 4:1-Auswärtssiegs über die TSG Thannhausen zu einer Tätlichkeit hinziehen ließ, mit einer roten Karte vom Feld geschickt und in weiterer Folge mit einer Sperre von zwei Spielen belegt wurde. Nachdem der Spielbetrieb aufgrund der COVID-19-Pandemie unterbrochen worden war, wurde die Liga nach rund zehn Monaten fortgesetzt, wobei Framberger weiter als Spielertrainer fungiert.